# خنيس بن حذافة
خنيس بن حذافة السهمي صحابي من السابقين إلى الإسلام، حيث أسلم قبل دخول النبي محمد دار الأرقم ليدعو إلى الإسلام فيها، وهو أخو الصحابي عبد الله بن حذافة. ذكر ابن إسحاق والواقدي أن خنيس هاجر إلى الحبشة الهجرة الثانية. ثم عاد إلى مكة، وهاجر إلى يثرب حيث نزل على رفاعة بن عبد المنذر، وآخى النبي محمد بينه وبين أبي عبس بن جبر.
وقد شهد خنيس غزوتي بدر وأحد مع النبي محمد. توفي خنيس سنة 3 هـ في المدينة المنورة متأثرًا بجراح أصيب بها في غزوة أحد، ودُفن بالبقيع إلى جانب قبر عثمان بن مظعون. ويُذكر أن خُنيسًا كان زوجًا لحفصة بنت عمر التي تزوجها النبي محمد بعد وفاة خنيس، وقد توفي خنيس دون أن يعقب.